# 维兰德-米舍尔酮
维兰德-米舍尔酮（Wieland–Miescher ketone）是一种双环二酮类，用作很多固醇类和萜类化合物的合成前体。它以在汽巴-嘉基的两位早期研究者卡尔·米舍尔（Karl Miescher）和彼特·维兰德（Peter Wieland）的名字命名。

## 制备
最早方法是利用2-甲基-1,3-环己二酮与丁烯酮之间的罗宾逊成环反应得到外消旋的维兰德-米舍尔酮。中间产物醇不分离出来。2-甲基-1,3-环己二酮可由间苯二酚用雷尼镍氢化为1,3-环己二酮，然后再用碘甲烷对其烯醇负离子进行烷基化得到。
20世纪80年代时有人利用Hajos-Parrish-Eder-Sauer-Wiechert反应，以催化量的L-脯氨酸作为手性助剂，实现了维兰德-米舍尔酮的对映选择性合成：
2000年 Barbas 等实现了一锅合成法合成 W-M 酮：